# Victor Hussenot
 (mai 2023).
Victor Hussenot, né en France en 1985, est un auteur de bande dessinée, diplômé de l'École des Beaux-Arts de Nancy. 

## Biographie
Victor Hussenot est un graphiste et artiste plasticien français né en 1985. Diplômé de l'École des Beaux-Arts de Nancy. Victor Hussenot est sélectionné à deux reprises pour le prix Jeune talent du festival d'Angoulême[réf. nécessaire]. Il publie sa première bande dessinée en 2011.

### Parcours professionnel
Victor Hussenot étudie le graphisme au lycée d'art Corvisart à Paris puis rejoint l'École des Beaux-Arts de Nancy et est diplômé en 2010. Il poursuit en publiant sa première œuvre en 2011. En 2014, sa bande dessinée Au pays des lignes fait partie des sélectionnés pour le prix du meilleur album jeunesse de l'année au festival de la bande dessinée d'Angoulême[réf. nécessaire]. C'est un auteur jeunesse mais aussi adulte. Il participe en tant que dessinateur dans la revue Influencia et la revue XXI.
Victor Hussenot travaille avec différentes maisons d'éditions telles que Chronicles book, Gallimard, La joie de lire, La 5e couche et Nobrow. 
En 2015 il publie sa première œuvre anglaise, The Spectators. 

### Vie personnelle
Depuis très jeune il est plongé dans ce monde artistique par les classiques de Tomi Ungerer tout comme dans le monde des mangas comme Dragon Ball. Il trouve son inspiration dans les films muets, les peintures surréalistes mais aussi la vie quotidienne.

## Style
Dans ses œuvres, il joue avec les codes des bandes dessinées, les couleurs et les tailles des cases. Ses œuvres ont la particularité de ne pas être accompagné de bulles texte.[réf. nécessaire]

## Publications
- La casa, Warum, coll. « Civilisation », 2011  (ISBN 9782915920703)[4],[5].
- Au pays des lignes, La Joie de lire, 2014  (ISBN 9782889081998)[6],[7]. Sélection Jeunesse du festival d'Angoulême 2015.
- Les Gris colorés, La Cinquième Couche, 2014  (ISBN 9782390080329)[8],[9].
- Chemin des souvenirs, La Joie de lire, coll. « Somnanbule », 2016  (ISBN 9782889083022)[10].
- Les Spectateurs, Gallimard, 2016  (ISBN 9782070668984)[11],[12],[13].
- Les Étoiles du temps, Gallimard, 2017  (ISBN 9782075076821)[14].
- Les Amoureux, La Joie de lire, coll. « In extenso », 2019  (ISBN 9782889084852)[15],[16],[17]. Sélection du prix Jeunesse de l'ACBD[18].
- Silhouettes, La Cinquième Couche, 2019  (ISBN 9782390080527).
- Voyage en toboggan, La Joie de lire, 2020  (ISBN 9782889085132)[19].
- Clown, La Joie de lire, 2021  (ISBN 9782889085545)[20],[21],[22].
- Récréation, La Joie de lire, 2022  (ISBN 9782889086030). Sélection Jeunesse du festival d'Angoulême 2023.